# Il momento per crescere
Il momento per crescere (ボクたちはみんな大人になれなかった, Bokutachi wa minna otona ni narenakatta) è un film del 2021 diretto da Yoshihiro Mori.
Il soggetto è tratto dal romanzo bestseller giapponese Bokutachi wa Minna Otona ni Narenakatta di Moegara.
Il film è conosciuto anche con il titolo internazionale We Couldn't Become Adults.

## Trama
Makoto Satō, un uomo di 46 anni, riceve una richiesta di amicizia su Facebook da parte di Kaori, un amore del passato. Lei ora è sposata e ha dei figli. Quando stavano insieme lei definiva queste cose "ordinarie" rigettandole. Lui, che l'avrebbe sposata, una volta lasciati ha conformato le sue relazioni ai pensieri di questo suo primo grande amore, finendo per rovinare rapporti anche solidi.
Tutto questo è narrato ripercorrendo la vita di Makoto a ritroso, dal presente agli anni '90, soffermandosi sull'evoluzione del suo lavoro, sulle scelte fatte, e sottolineando i sogni infranti e le relazioni perdute. 
Nel finale, con il ritorno al presente e l'incontro casuale con il vecchio amico omosessuale Nanase, che si professa fallito in tutto, e del quale Makoto non ha mai capito i sentimenti di amore nei suoi confronti, restano rimpianti e tanta nostalgia unita alla consapevolezza di avere difficoltà a crescere in una società che spesso impone conformismo e rinunce personali.

## Produzione
Il film segna il debutto cinematografico del regista Yoshihiro Mori, noto fino a quel momento per spot pubblicitari e video musicali. La sceneggiatura è stata scritta da Ryō Takada, mentre la colonna sonora è opera del duo musicale Tomisiro, formato da Yosuke Kakegawa e Naoyuki Honzawa. 

## Distribuzione
La distribuzione internazionale del film è stata curata da Netflix, che lo ha reso disponibile in streaming a partire dal 5 novembre 2021. In Italia il film è stato distribuito con il titolo Il momento per crescere direttamente sulla piattaforma.